# Tallgrynna
Tallgrynna (Resinicium pinicola) är en svampart som först beskrevs av J. Erikss., och fick sitt nu gällande namn av J. Erikss. & Hjortstam 1981. Enligt Catalogue of Life ingår Tallgrynna i släktet Resinicium, klassen Agaricomycetes, divisionen basidiesvampar och riket svampar, men enligt Dyntaxa är tillhörigheten istället släktet Resinicium, familjen Meruliaceae, ordningen Polyporales, klassen Agaricomycetes, divisionen basidiesvampar och riket svampar. Arten är reproducerande i Sverige. Inga underarter finns listade i Catalogue of Life.